# براونز سامیت (کارولینای شمالی)
براونز سامیت (به انگلیسی: Browns Summit) یک منطقهٔ مسکونی در ایالات متحده آمریکا است که در شهرستان گیلفرد، کارولینای شمالی واقع شده‌است. براونز سامیت ۲۴۵٫۳۷ متر بالاتر از سطح دریا واقع شده‌است.